# Нельсон Дьєппа
Нельсон Дьєппа-Герена (англ. Nelson Dieppa-Gerena, 25 лютого 1971) — пуерториканський професійний боксер, призер чемпіонату світу серед аматорів та Панамериканських ігор, чемпіон світу за версією WBO (2001—2005) в першій найлегшій вазі.

## Аматорська кар'єра
На Панамериканських іграх 1991 програв в другому бою кубинцю Рохеліо Марсело і отримав бронзову медаль.
На чемпіонаті світу 1991 завоював бронзову медаль.
- В 1/8 фіналу переміг Ассара Гіритлі (Туреччина) — 23-4
- В 1/4 фіналу переміг Стівена Доце Ахіалей (Гана) — 30-28
- У півфіналі програв Еріку Гриффіну (США) — 11-43

На Олімпійських іграх 1992 в першому бою програв Данієлю Петрову (Болгарія) — 7-10.

## Професіональна кар'єра
Дебютував на профірингу 13 лютого 1993 року.
Його перший бій за звання чемпіона світу відбувся 22 липня 2000 року, коли він одностайним рішенням суддів програв Віллу Грігсбі (США) бій за вакантний титул чемпіона за версією WBO в першій найлегшій вазі. Після бою Грігсбі провалив допінг-тест, і титул був оголошений вакантним. Після цього вакантний титул виграв Масібулеле Макепула, але майже відразу звільнив його через перехід до наступної вагової категорії.
Дьєппа завоював вакантний титул WBO в першій найлегшій вазі 14 квітня 2001 року в бою проти Енді Табанаса і успішно захистив його п'ять разів, перш ніж програти технічним рішенням мексиканцю Уго Казаресу 30 квітня 2005 року.
30 вересня 2006 року зустрівся в бою з Уго Казаресом вдруге, але не зумів повернути звання чемпіона, програвши технічним нокаутом в десятому раунді.
5 квітня 2008 року вийшов на бій проти непереможного співвітчизника чемпіона WBO в першій найлегшій вазі Івана Кальдерона, зазнав поразки одностайним рішенням і завершив кар'єру.